# Новокорніно
Новокорніно (Нове Корнино, пол. Nowokornino) — село в Польщі, у гміні Гайнівка Гайнівського повіту Підляського воєводства. Населення — 169 осіб (2011).

## Історія
Засноване близько 1596 року.
У 1975—1998 роках село належало до Білостоцького воєводства.

## Демографія
Демографічна структура станом на 31 березня 2011 року:
|          | Загалом | Допрацездатний вік | Працездатний вік | Постпрацездатний вік |
| -------- | ------- | ------------------ | ---------------- | -------------------- |
| Чоловіки | 90      | 11                 | 52               | 27                   |
| Жінки    | 79      | 10                 | 23               | 46                   |
| Разом    | 169     | 21                 | 75               | 73                   |